# Ясси (притока Карадар'ї)
Ясcи (кир. Жазы суусу) — річка в Середній Азії. Протікає територією в Узгенському районі Киргизстану, правий найбільший приплив Карадар'ї.
Довжина річки становить 122 км, площа басейну 2620 км², середня багаторічна витрата (в Узгені) 33,5 м³/с, найбільша витрата у травні 418 м³/с, найменша в зимовий період 6,4 м³/с. Середня висота водозбору – 2150 метрів над рівнем моря.
Починається на південно-західних схилах Ферганського хребта, на захід від перевалу Шилбелуу, під назвою Чавай, тече в західному напрямі. У середній течії на берегах річки присутній кленово-горіховий ліс. Впадає до Андижанського водосховища на висоті 889 метрів над рівнем моря.
У межах зони у річці Ясси впадає безліч приток, переважно правих. З них найбільші - річки Зергер, Донгуз-Тоо, Зіндан-Суу. Зергер має довжину понад 50 км і впадає в Ясси неподалік м. Узгена.
На річці стоять населені пункти Саламалік, Еркін-Тоо, Кизил-Чарба, Кизил-Тоо, Мирза-Аке, Іллічівка, Узген.
На березі річки знаходиться городище Шоробашат, який був побудований приблизно в 4-1 ст. до зв. е..